# Noortje Deutekom
Noortje Deutekom ('t Zand, 12 maart 1988) is een Nederlands journaliste, werkzaam bij het NOS Journaal, voorheen bij het NOS Jeugdjournaal.

## Biografie
Deutekom behaalde haar bachelor Journalistiek aan de Fontys Hogeschool Journalistiek. Tijdens haar studie liep ze stage bij RTL Nieuws en daarna bij dagblad Sp!ts. In 2013 ging ze aan de slag bij de buitenlandredactie van de NOS, waar ze onderwerpen maakte voor onder meer het Radio 1 Journaal en het NOS Journaal.
Van 2019 tot 2024 was ze verslaggeefster bij het NOS Jeugdjournaal. In februari 2024 stapte ze over naar het NOS Journaal, waar ze eveneens verslaggeefster werd.